# NGC 2790
NGC 2790 (również PGC 26092) – galaktyka spiralna (Sc), znajdująca się w gwiazdozbiorze Raka. Odkrył ją Albert Marth 17 lutego 1865 roku.